# Eparquía de San Pedro el Apóstol en San Diego
La eparquía de San Pedro el Apóstol en San Diego (en latín: Eparchia Sancti Petri Apostoli urbis Sancti Didaci Chaldaeorum y en inglés: Chaldean Catholic Eparchy of Saint Peter the Apostle of San Diego) es una circunscripción eclesiástica de la Iglesia católica en Estados Unidos. Se trata de una eparquía caldea inmediatamente sujeta a la Santa Sede. Desde el 9 de agosto de 2017 su eparca es Emmanuel Hana Shaleta.

## Territorio y organización
La eparquía extiende su jurisdicción sobre los fieles católicos de rito caldeo residentes en 19 estados de Estados Unidos: Arizona, Alaska, California, Colorado, Dakota del Norte, Dakota del Sur, Hawái, Idaho, Kansas, Montana, Nebraska, Nevada, Oklahoma, Nuevo México, Oregón, Texas, Utah, Washington y Wyoming.
La sede de la eparquía se encuentra en la ciudad de El Cajón, un suburbio de San Diego, en donde se halla la Catedral de San Pedro.
En 2020 en la diócesis existían 12 parroquias y 4 misiones, agrupadas en 3 vicariatos.
Southern Vicariate
- St. Peter Chaldean Catholic Cathedral en El Cajón (California)
- St. Michael Chaldean Catholic Church en El Cajón (California)
- St. George Chaldean Catholic Church en Santa Ana (California)
- Rabban Hormizd Mission (en la Queen of Angels Catholic Church) en Riverside (California)

Northern Vicariate
- St. Thomas Assyrian-Chaldean Catholic Church en Turlock (California)
- St. Paul Assyrian-Chaldean Catholic Church en North Hollywood, Valle de San Fernando en Los Ángeles (California)
- St. Mary’s Assyrian-Chaldean Catholic Church en Campbell (California)
- St. Matthew Assyrian-Chaldean Catholic Church en Ceres (California)[2]
- Our Lady of Perpetual Help Chaldean Catholic Church en Orangevale (California)[3]

Eastern Vicariate
- Mar Abraham Chaldean Catholic Church en Scottsdale (Arizona)[4]
- Tucson Mission en Tucson (Arizona)
- Holy Family Catholic Mission For Chaldeans and Assyrians (en la Our Lady of the Valley Catholic Church) en Scottsdale (Arizona)
- Holy Cross Chaldean Catholic Mission (en la St. Thomas Byzantine Catholic Church) en Gilbert (Arizona)
- St. Barbara Chaldean Catholic Church en Las Vegas (Nevada)[5]

Monasterios, seminarios y conventos:
- St. George Monastery / Retreat Center en Perris (California)
- Seminary of Mar Abba the Great en El Cajón (California)[6]
- Chaldean Convent of Our Lady of the Fields (Workers of the Vineyard) en El Cajón (California)[7]
- Chaldean Sisters Daughters of Mary Immaculate Conception en El Cajón y en Turlock (California)

## Historia
La eparquía fue erigida el 21 de mayo de 2002 mediante la bula Nuper Synodus del papa Juan Pablo II, separando territorio de la eparquía caldea de Santo Tomás el Apóstol en Detroit.

Nuper Synodus Episcoporum Ecclesiae Babylonensis Chaldaeorum postulavit ut, divisa eparchia Sancti Thomae Apostoli Detroitensis Chaldaeorum utpote nimis ampla ad animarum curam aptius exercendam, nova constitueretur eparchia. Nos, gravissimo fungentes munere Summi Pontificis deque spirituali omnium Christifidelium bono solliciti, obtentis faventibus votis Legatorum Apostolicae Sedis in Foederatis Civitatibus Americae Septemptrionalis, in Iraquia et in Irania, annuente quoque Conferentia Catholicorum Episcoporum Foederatarum Civitatum praedictae Nationis necnon audita Congregatione pro Ecclesiis Orientalibus, Nostra suprema potestate sequentia decernimus. Ab eparchia Sancti Thomae Apostoli Detroitensis Chaldaeorum detrahimus quoddam territorium quo novam condimus eparchiam Sancti Petri Apostoli urbis Sancti Didaci Chaldaeorum cuius eparchialem sedem ac templum cathedrale ponimus in memorata urbe San Diego nuncupata. Eadem Eparchia, quam Apostolicae Sedi immediate subiectam facimus, has sequentes Foederatas Civitates Americae Septemptrionalis complectetur: North Dakota, South Dakota, Nebraska, Kansas, Oklahoma, Texas, New Mexico, Colorado, Wyoming, Montana, Idaho, Utah, Arizona, Nevada, California, Oregon, Washington et Hawaii. Quae iussimus ad effectum rite adducantur deque absoluto negotio sueta documenta exarentur et Congregationi pro Ecclesiis Orientalibus mittantur. Hanc denique Apostolicam Constitutionem iugiter ratam esse volumus, contrariis rebus nihil obstantibus.

El 25 de julio de 2008 fue inaugurado en El Cajón el seminario eparquial, dedicado a Aba I.

## Estadísticas
Según el Anuario Pontificio 2021 la eparquía tenía a fines de 2020 un total de 70 500 fieles bautizados.
| Año                                                                             | Población            | Población | Población      | Sacerdotes | Sacerdotes    | Sacerdotes    | Bautizados por sacerdote | Diáconos permanentes | Religiosos | Religiosos | Parroquias |
| Año                                                                             | Bautizados católicos | Total     | % de católicos | Total      | Clero secular | Clero regular | Bautizados por sacerdote | Diáconos permanentes | Varones    | Mujeres    | Parroquias |
| ------------------------------------------------------------------------------- | -------------------- | --------- | -------------- | ---------- | ------------- | ------------- | ------------------------ | -------------------- | ---------- | ---------- | ---------- |
| 2003                                                                            | 35 000               | ?         | ?              | 11         | 8             | 3             | 3181                     |                      | 4          | 13         | 7          |
| 2004                                                                            | 35 000               | ?         | ?              | 13         | 10            | 3             | 2692                     |                      | 3          | 13         | 7          |
| 2005                                                                            | 40 200               | ?         | ?              | 10         | 7             | 3             | 4020                     |                      | 3          | 12         | 7          |
| 2009                                                                            | 45 336               | ?         | ?              | 14         | 9             | 5             | 3238                     |                      | 5          | 12         | 11         |
| 2010                                                                            | 5800                 | ?         | ?              | 14         | 9             | 5             | 414                      |                      | 5          | 12         | 11         |
| 2014                                                                            | 65 000               | ?         | ?              | 27         | 22            | 5             | 2407                     |                      | 5          | 7          | 10         |
| 2015                                                                            | 65 000               | ?         | ?              | 15         | 18            | 3             | 3611                     | 17                   | 3          | 13         | 10         |
| 2017                                                                            | 70 000               | ?         | ?              | 15         | 19            | 4             | 3684                     | 17                   | 7          | 11         | 10         |
| 2020                                                                            | 70 500               | ?         | ?              | 20         | 19            | 1             | 3525                     | 17                   | 5          | 8          | 12         |
| Fuente: Catholic-Hierarchy, que a su vez toma los datos del Anuario Pontificio. |                      |           |                |            |               |               |                          |                      |            |            |            |

## Episcopologio
- Sarhad Yawsip Hermiz Jammo (21 de mayo de 2002-7 de mayo de 2016 retirado)
  - Shlemon Warduni (7 de mayo de 2016-9 de agosto de 2017) (administrador apostólico)
- Emmanuel Hana Shaleta, desde el 9 de agosto de 2017